# Víctor Manuel Basadre Orozco
Víctor Manuel Basadre Orozco (nascut el 16 de febrer de 1970) és un entrenador de futbol gallec, actualment responsable de la UD Melilla.

## Carrera professional
Basadre va néixer a Lugo, Galícia, i després d'una carrera futbolística a l'SG Comercial-Estudiantes va començar la seva carrera com a entrenador amb clubs de la seva regió natal. El 1997, va entrar al Real Múrcia com a ajudant de Vicente Campillo, i va ser nomenat entrenador del filial l'any següent.
Posteriorment, Basadre va tornar a la seva Galícia natal, on va dirigir el CD As Pontes i el CD Lugo, i va ser acomiadat d'aquest últim el 19 de setembre de 2001.  Després de passar per la SD Noja i el Caravaca CF,  va fitxar pel Lorca Deportiva CF, i va ser nomenat entrenador d'aquest últim el 7 de març de 2007.
El 17 de juliol de 2009, després d'una etapa al Múrcia Deportivo CF, Basadre es va integrar a l'staff d'Unai Emery al València CF.  El 8 de juliol de 2011, després d'una temporada al FC Puente Tocinos, va ser nomenat al capdavant de l'equip Juvenil C del Múrcia.